# 파티흐 테림
파티흐 테림(튀르키예어: Fatih Terim, 1953년 9월 4일, 튀르키예 아다나 ~ )은 튀르키예의 축구 지도자로 뛰어난 말 솜씨와 넘치는 카리스마로 튀르키예 뿐만이 아니라 유럽에서 존경 받는 감독들 중 하나이다.

## 선수 생활

### 클럽
1953년에 아다나에서 태어난 테림은 아다나 데미르스포르에서 축구를 시작했다. 튀르키예 2부리그에서 우승, 1부리그에 올라간 아다나 데미르스포르에서 뛰어난 활약을 펼친 테림은 모두의 관심을 받기 시작했고 결국 승격 한 시즌 뒤 갈라타사라이에 이적하게 된다.
1985년에 은퇴를 하기까지 갈라타사라이에서 총 327 경기를 뛴 테림은 갈라타사라이의 심볼이자 주장이기도 했다. 파티흐 테림은 갈라타사라이 팬들에게 아직까지도 사랑받는 과거의 선수이자 감독이다.

### 국가대표
파티흐 테림은 총 51회 국가대표를 뛰며 2골을 득점하였다.

## 감독 생활
1987년부터 1989년까지 2 시즌 동안 튀르키예 리그의 앙카라귀쥐에서 감독을 맡았고 첫 시즌을 10위, 두 번째 시즌을 6위로 마쳤다.
1989-90 시즌에는 튀르키예 2부리그에 괴즈테페의 감독을 짧은 시간동안 맡은 뒤 1990년, 튀르키예 축구 국가대표팀의 감독이었던 제프 피온테크 (Sepp Piontek)를 도우며 수석코치로 활동한 뒤 튀르키예 U-21의 감독을 맡아 1993 지중해 게임에서 팀을 우승시켰다. 그리고 국가대표팀 감독이었던 제프 피온테크 (Sepp Piontek) 이 떠난 뒤 튀르키예 축구 국가대표팀의 감독직을 잡아, 1996년에는 튀르키예를 첫 유로 대회에 진출시켰다.
그 후 1996년부터 2000년까지 갈라타사라이의 감독직을 맡아 총 4번의 리그 우승과 2번의 튀르키예 쿠파스 우승을, 2000년에는 UEFA 컵을 우승 시키며 명장 자리에 오르게 되었는데 특히 2000년에 갈라타사라이의 UEFA 컵 우승은 튀르키예 팀으로서는 첫 유럽대회 우승이었고 이로 인해 그는 튀르키예 내에서 황제(imparator)이라는 별명을 얻게 되었다. 거기에다가 튀르키예 최초로 유럽 대회 (UEFA 컵), 리그, 컵 대회 우승으로 준 트레블을 달성한다.
UEFA 컵 우승을 이뤄낸 파티흐 테림은 2000-01 시즌에 이탈리아 리그, 피오렌티나의 감독을 맡게 되고 팀을 이탈리아 컵 결승까지 올려 놓았으나 계약 문제로 인해 결승 몇 주전 피오렌티나 감독직을 내려 놓으며 우승의 기쁨을 만끽하지 못한다.
2001-02 시즌엔 유명한 팀 중 하나인 AC 밀란의 감독직을 잡게된다. 그러나 성공을 거두지 못한 테림은 결국 해임 당한다.
2002년에는 다시 갈라타사라이에 돌아왔으며 2004년, 결국 팀과 결별한다.
그는 다시 2005년, 튀르키예 축구 국가대표팀에 돌아오게 된다. 그러나 팀의 패배와 계속되는 무승부는 그의 감독 생활을 순탄치 않게 하였다. 거기다가 2006 독일 월드컵 본선 행에 실패하며 굉장한 비판을 받았다. 튀르키예 언론과 국민들의 비판에도 아랑 곳하지 않고 특유의 재치와 카리스마로 팀을 이끌어나간 파티흐 테림은 결국 유로 2008에서 튀르키예를 준결승에 올려 놓으며 UEFA 유로 2008의 가장 뛰어난 감독으로 뽑히기도 하였다. 특히 UEFA 유로 2008에서 보여준 튀르키예의 극적인 승리들은 그 당시 한국 네티즌들에게 튀르키예 극장이라고 불리었으며 세계 언론들의 찬사를 받기도 했다.
그러나 결국 2010년 FIFA 월드컵 본선행에 실패하며 2009년, 에스토니아와의 예선 경기를 마지막으로 사임하였다.
이로써 튀르키예는 2회 연속 월드컵 본선행에 실패하게 됐다.
그의 후임으로는 거스 히딩크가 선정됐다.
2011년, 갈라타사라이와 다시 한번 계약하며 리그에서 주춤하던 팀을 2011-2012 시즌 1위로 만들어낸다.
2012-2013 시즌에 챔피언스리그 8강과 리그 1위를 달성하며 갈라타사라이로 총 6번째 우승을 맛보게 된다.

## 성취

### 팀
- 1993 지중해 게임 우승
  - 1993년 튀르키예 U-21
- UEFA 유럽 축구 선수권 대회
  - 1996년 튀르키예 (튀르키예 축구 역사상 최초 진출)
- UEFA 유럽 축구 선수권 대회 3위
  - 2008년 튀르키예 (러시아와 공동 3위)
- UEFA 컵 우승
  - 2000년 갈라타사라이
- 쉬페르리그 우승
  - 1996-1997 갈라타사라이
  - 1997-1998 갈라타사라이
  - 1998-1999 갈라타사라이
  - 1999-2000 갈라타사라이
  - 2011-2012 갈라타사라이
  - 2012-2013 갈라타사라이
- 튀르키예 쿠파스 우승
  - 1998-1999 갈라타사라이
  - 1999-2000 갈라타사라이
- 튀르키예 쉬페르 쿠파 우승
  - 1996년 갈라타사라이
  - 1997년 갈라타사라이
  - 2012년 갈라타사라이
- 아타튀르크 컵 우승 (2001년이 마지막 대회)
  - 2000년 갈라타사라이
- 코파 이탈리아 우승
  - 2000-2001 피오렌티나 (피오렌티나를 결승전에 올려 놓았으나 결승전 전에 감독직을 내려 놓았다.)

### 개인
- 튀르키예 축구 역사상 최초로 튀르키예 축구 국가대표팀을 유럽 축구 선수권 대회에 진출시킴.
- 쉬페르리그에서 최초로 4년 연속 우승을 일궈 냄. (1996-97, 1997-98, 1998-99, 1999-2000 시즌에 갈라타사라이에서)
- 유럽대회(UEFA 컵)에서 우승을 맛 본 유일한 튀르키예인 감독.
- 최초이자 유일한 튀르키예 팀의 유럽대회(UEFA 컵) 우승을 이끌어 냄.
- 유럽 축구 선수권 대회에서 최초로 튀르키예 축구 국가대표팀의 준결승을 이끌어냄.
- 이탈리아에서 장군 직을 수여 받은 유일한 튀르키예인 감독.
- 유로 2008의 가장 뛰어난 감독으로 뽑힘.